# Pallamano ai I Giochi olimpici giovanili estivi
Il torneo di pallamano dei I Giochi olimpici giovanili estivi si è svolto nell'International Convention Centre si Singapore dal 20 al 25 agosto 2010.

## Qualificazioni
Squadre qualificate:
Maschili
- Brasile
- Corea del Sud
- Egitto
- Francia
- Isole Cook
- Singapore

Femminili
- Angola
- Australia
- Brasile
- Danimarca
- Kazakistan
- Russia

## Calendario
| Uomini | 1°T | 1°T | 1°T |    | SF | Finale | 1 |
| Donne  | 1°T | 1°T | 1°T | SF |    | Finale | 1 |
| Totale |     |     |     |    |    | 2      | 2 |

|  | Qualificazioni |  | FINALI |

## Podi

### Uomini
| Evento               | Oro       | Argento       | Bronzo  |
| Maschile (dettagli)  | Egitto    | Corea del Sud | Francia |
| Femminile (dettagli) | Danimarca | Russia        | Brasile |

## Medagliere
| Posizione | Paese         |   |   |   | Totale |
| --------- | ------------- | - | - | - | ------ |
| 1         | Danimarca     | 1 | 0 | 0 | 1      |
| 1         | Egitto        | 1 | 0 | 0 | 1      |
| 3         | Corea del Sud | 0 | 1 | 0 | 1      |
| 3         | Russia        | 0 | 1 | 0 | 1      |
| 5         | Francia       | 0 | 0 | 1 | 1      |
| 5         | Brasile       | 0 | 0 | 1 | 1      |
| Totale    | Totale        | 2 | 2 | 2 | 6      |